# لويس ضاهر
لويس ضاهر (بالإسبانية: Luis Daher)‏ هو لاعب كرة قدم أرجنتيني في مركز الوسط، ولد في 25 فبراير 1992 في Maipú, Buenos Aires ‏ في الأرجنتين. لعب مع غودوي كروز.

## وصلات خارجية
- لويس ضاهر على موقع قاعدة بيانات كرة القدم.إي يو (الإنجليزية)
- لويس ضاهر على موقع Soccerway.com (الإنجليزية)